# Скаржинский, Кароль
Кароль Скаржинский (пол. Karol Skarżyński, нем. Karl von Skarzynski; 6 января 1875, Либава, Российская империя — 9 марта 1957, Постенкалице, ныне гмина Белхатув, Польша) — польский виолончелист и композитор.
Первые уроки музыки получил от старшего брата, игравшего на флейте. Затем обратился к виолончели под впечатлением от гастролей Александра Вержбиловича в Вильне, где Скаржинский обучался в гимназии. С 1889 г. учился в Варшавской консерватории, в том числе у Антония Цинка (виолончель), Зыгмунта Носковского (композиция) и Станислава Барцевича (камерный ансамбль). Окончив курс в 1896 г., на протяжении года совершенствовал своё мастерство в Санкт-Петербурге под руководством Вержбиловича и Карла Давыдова, а в 1897—1899 гг. занимался в Лейпцигской консерватории у Юлиуса Кленгеля (виолончель), Карла Райнеке (композиция) и др. После окончания консерватории недолгое время оставался в Лейпциге, играл в Оркестре Гевандхауса, гастролировал в немецких городах.
В 1900 г. обосновался в Польше, преподавал в Краковской консерватории, одновременно вплоть до начала Первой мировой войны много концертировал. В 1925 году был вынужден оставить концертную деятельность из-за глухоты, в 1930 г. вышел в отставку из консерватории.
Автор виолончельной сонаты, струнного квартета, полонеза для оркестра, разных других камерных сочинений.